# 布里亚 (中非共和国)
布里亞是中非共和國中部的城鎮，也是上科托省的首府，河拔高度553米，鎮上有機場設施，主要經濟活動包括食品和紡織業，2003年人口35,204。
6°32′13″N 21°59′31″E / 6.53694°N 21.99194°E